# Ceja de San Agustín
Ceja de San Agustín är en ort i Mexiko.   Den ligger i kommunen Dolores Hidalgo och delstaten Guanajuato, i den centrala delen av landet, 270 km nordväst om huvudstaden Mexico City. Ceja de San Agustín ligger 1 980 meter över havet och antalet invånare är 301.
Terrängen runt Ceja de San Agustín är en högslätt. Runt Ceja de San Agustín är det ganska tätbefolkat, med 93 invånare per kvadratkilometer. Närmaste större samhälle är Dolores Hidalgo, 9,3 km sydväst om Ceja de San Agustín. Trakten runt Ceja de San Agustín består till största delen av jordbruksmark.